# Crabbea hirsuta
Crabbea hirsuta är en akantusväxtart som beskrevs av William Henry Harvey. Crabbea hirsuta ingår i släktet Crabbea och familjen akantusväxter. Inga underarter finns listade i Catalogue of Life.